# Henri Cochet
Henri Cochet (14. prosince 1901, Villeurbanne – 1. dubna 1987 v Paříži) byl francouzský tenista. Mezi jeho největší úspěchy patří tituly ve dvouhře na grandslamových turnajích French Open (1922, 1926, 1928, 1930, 1932), Wimbledonu (1927, 1929) a US Open (1928), zisk titulu ve čtyřhře na French Open (1927, 1930, 1932 v mužské čtyřhře, 1928, 1929 ve smíšené), Wimbledonu (1927, 1929) a U.S. Open (1928 v mužské, 1927 ve smíšené). Na olympijských hrách v Paříži v roce 1924 získal stříbro ve dvouhře i mužské čtyřhře.
V roce 1976 byl zapsán do Mezinárodní tenisové síně slávy.

## Kariéra a život
S tenisem začínal v tenisovém klubu, kde byl jeho otec tajemníkem.
Spolu s Jeanem Borotrou, Jacquesem Brugnonem a René Lacostem patřil k takzvaným Čtyřem mušketýrům, čtyřem francouzským tenistům, kteří patřili k nejlepším hráčům 20. a 30. let 20. století.
Francii reprezentoval i v Davisově poháru, odehrál celkem 58 zápasů, z toho 42 v dvouhře (34 výher, 8 proher) a 16 ve čtyřhře (10 výher, 6 proher).
3 roky po sobě byl světovou tenisovou jedničkou (1928-30).

## Účasti ve finále na Grandslamových turnajích (11)

### Vítězství (8)
| Č. | Datum | Turnaj                        | Povrch | Soupeř ve finále   | Výsledek            |
| 1. | 1922  | French Championships, Francie | antuka | Jean Samazeuilh    | 8-6 6-3 7-5         |
| 2. | 1926  | French Championships, Francie | antuka | René Lacoste       | 6-2 6-4 6-3         |
| 3. | 1927  | Wimbledon, Spojené království | tráva  | Jean Borotra       | 4-6 4-6 6-3 6-4 7-5 |
| 4. | 1928  | French Championships, Francie | antuka | René Lacoste       | 5-7 6-3 6-1 6-3     |
| 5. | 1928  | U.S. Championships, USA       | tvrdý  | Francis Hunter     | 4-6 6-4 3-6 7-5 6-3 |
| 6. | 1929  | Wimbledon, Spojené království | tráva  | Jean Borotra       | 6-4 6-3 6-4         |
| 7. | 1930  | French Championships, Francie | antuka | Bill Tilden        | 3-6 8-6 6-3 6-1     |
| 8. | 1932  | French Championships, Francie | antuka | Giorgio De Stefani | 6-0 6-4 4-6 6-3     |

### Finále (3)
| Č. | Datum | Turnaj                        | Povrch | Soupeři ve finále | Výsledek             |
| 1. | 1928  | Wimbledon, Spojené království | tráva  | René Lacoste      | 1-6 6-4 4-6 2-6      |
| 2. | 1932  | U.S. Championships, USA       | antuka | Ellsworth Vines   | 4-6 4-6 4-6          |
| 3. | 1933  | Wimbledon, Spojené království | tráva  | Jack Crawford     | 6-4 9-11 2-6 6-2 4-6 |